# Slaget ved Fimreite
Slaget ved Fimreite var et slag, som fandt sted den 15. juni 1184 mellem kong Sverre Sigurdsson og Magnus Erlingsson om kongemagten i Norge. Begge gjorde krav på at blive konge i Norge, og hævede at være af kongeæt. Erlingson faldt i slaget, og ifølge overleveringerne også over 2000 af hans mænd. Slaget fandt sted i Sogndalsfjorden ved stedet Fimreite som ligger i Sogndal kommune.
Slaget er beskrevet i Sverres saga.